# Hotel Bären Meersburg

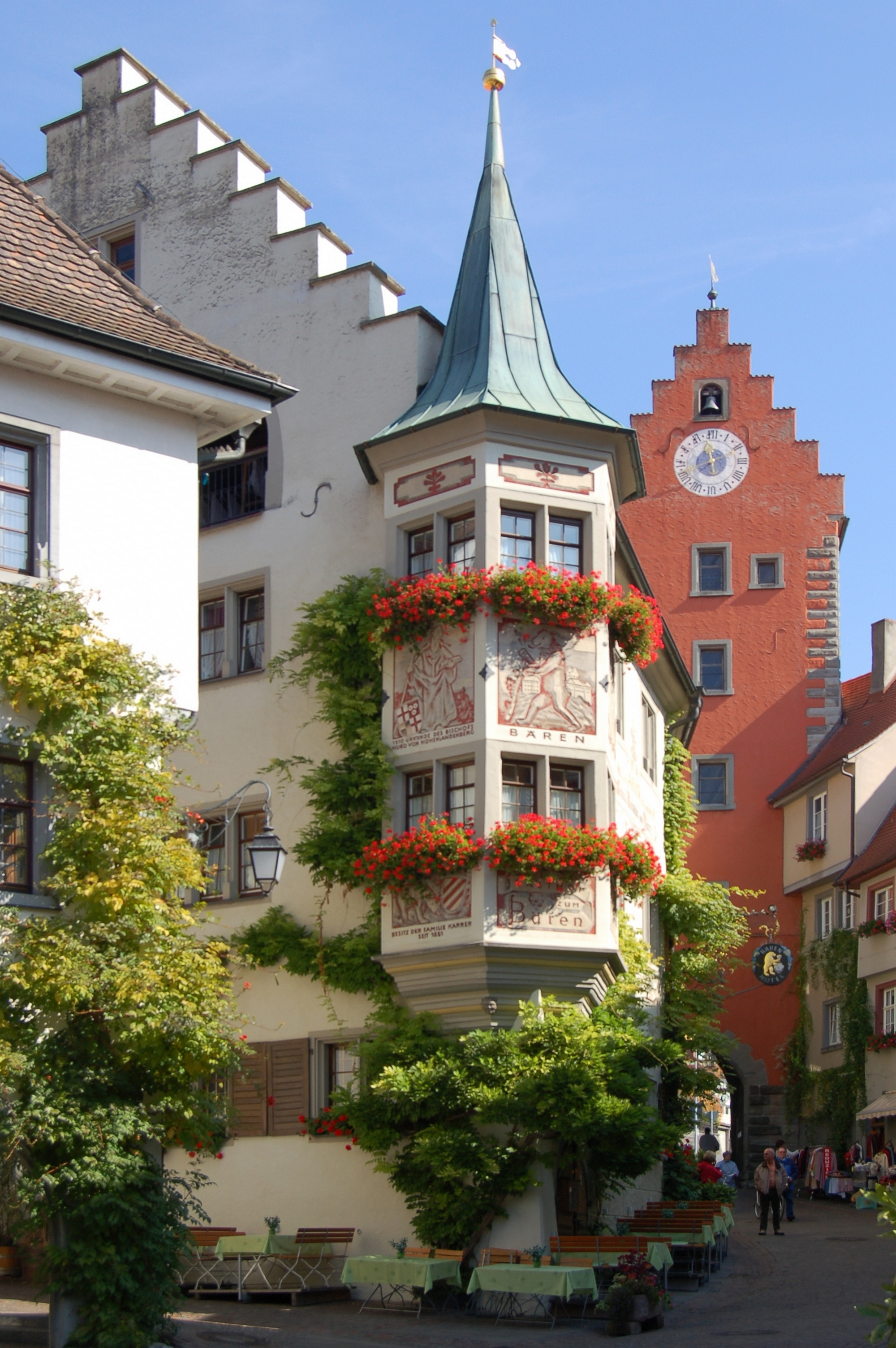
Bären und Obertorturm

Das Hotel Bären Meersburg liegt am Marktplatz in der Oberstadt Meersburgs. Die älteste erhaltene urkundliche Erwähnung des Gasthauses geht auf das Jahr 1456 zurück, erste Baubefunde sind auf das Jahr 1250 zurückzuführen. Der Bären ist das älteste Gasthaus der Stadt und die Trinkstube der Gesellschaft der 101 Bürger von Meersburg.

## Geschichte
Die ursprüngliche Gründung des Bärens kann aufgrund von Baubefunden auf etwa das Jahr 1250 zurückgeführt werden, damals noch außerhalb der Stadtmauer, ab 1300 innerhalb der neuen Befestigung. Einer der beiden Gewölbekeller sowie einige Grundmauern stammen noch vom ursprünglichen Haus und sind damit über 750 Jahre alt.

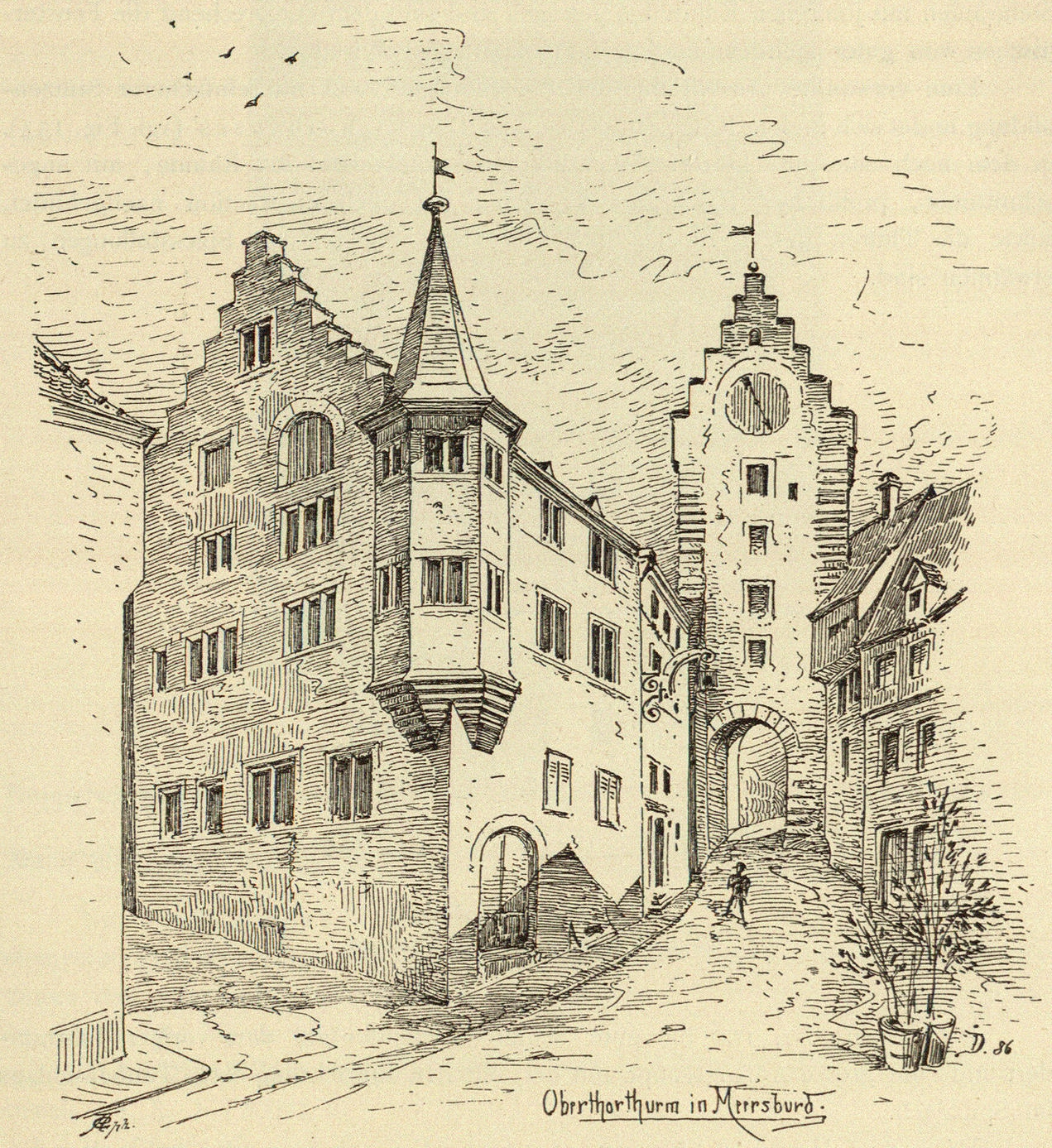
1887

Die erstmalige, heute im General-Landesarchiv in Karlsruhe verwahrte urkundliche Erwähnung des Bärens ist auf 1456 zurückzuführen. Hierbei handelt es sich um das Fürstbischöfliche Berain von 1456.
Zwischen 1457 und 1510, als es zu bewaffneten Konflikten zwischen dem Konstanzer Bischof und den Meersburger Bürgern wegen der Stadtrechte kam, erlangte der Bären eine besondere lokale Bedeutung. Er diente als Zunfthaus und Versammlungsstätte der Bürgergesellschaft zum Bären.
1510 erteilte Bischof Hugo von Hohenlandenberg dem Bären das Schankrecht, als heute noch gültiges, im Grundbuch eingetragenes Realrecht.
1605 wurde der Bären, manche sprechen von einem Brand, teilweise abgebrochen und um das Haus des Schuhmachers von Konstanz auf die heutigen Ausmaße vergrößert worden. Eigentümer sind nun zu gleichen Teilen die Bären-Gesellschaft und die Stadt Meersburg.
Als die Thurn und Taxis’sche Reichspost im September 1688 eine Postlinie von Lindau nach Konstanz einrichtete, wurde der Bären zur Posthalterei gemacht.
Um das Jahr 1838 wurde in Bären von Bürgern, darunter Joseph von Lassberg, ein sogenanntes Museum (Lesekabinett) eingerichtet. Lassberg kam täglich um Zeitung zu lesen und seine Schwägerin, Annette von Droste-Hülshoff, verfolgte 1842 im Bären den Erstabdruck ihrer „Judenbuche“ im Cotta’schen Morgenblatt. So kam der Bären mit anderen Meersburger Gebäuden, die ebenfalls einen Bezug zur Droste hatten, auf den 20-D-Mark Schein.
1768 wurde der Bären an das Spital zum Heiligen Geist verkauft. Nach dem Tod von Notburga Eberle kaufte Alois Jäggle aus Dürmentingen 1839 den Bären für 5220 Gulden. 1844 gelangte das Haus durch Zwangsversteigerung um 4035 Gulden an die Leihkasse Kanzach (Oberamt Riedlingen). Diese verkaufte das Haus 1844 im August an Sebastian Degler aus Baden-Baden für 6700 Gulden. 1848 wurde der Bären an Wilhelm Streicher aus Freiburg um 6839 Gulden verkauft, 1850 erwirbt die Leihkasse Kanzach den Bären erneut um 2050 Gulden. 1851 versteigert die Leihkasse Kanzach das Haus für 2500 Gulden an Engelbert Keller und seither ist der Bären im Familienbesitz der Familien Keller – Karrer – Gilowsky.

## Heutige Nutzung
Der Bären wird als Hotel und Restaurant seit fünf Generationen familienbetrieben.

## Trinkstube der Gesellschaft der 101er
Die Gesellschaft der 101 Bürger von Meersburg ist eine Bürgergesellschaft aus der Tradition der St.-Anna Bruderschaft. Der Bären ist die Trinkstube der 101er, mindestens einmal im Jahr, am Buß- und Bettag kommen die 101er hier zusammen.